# Placówka Straży Celnej „Rumienica”

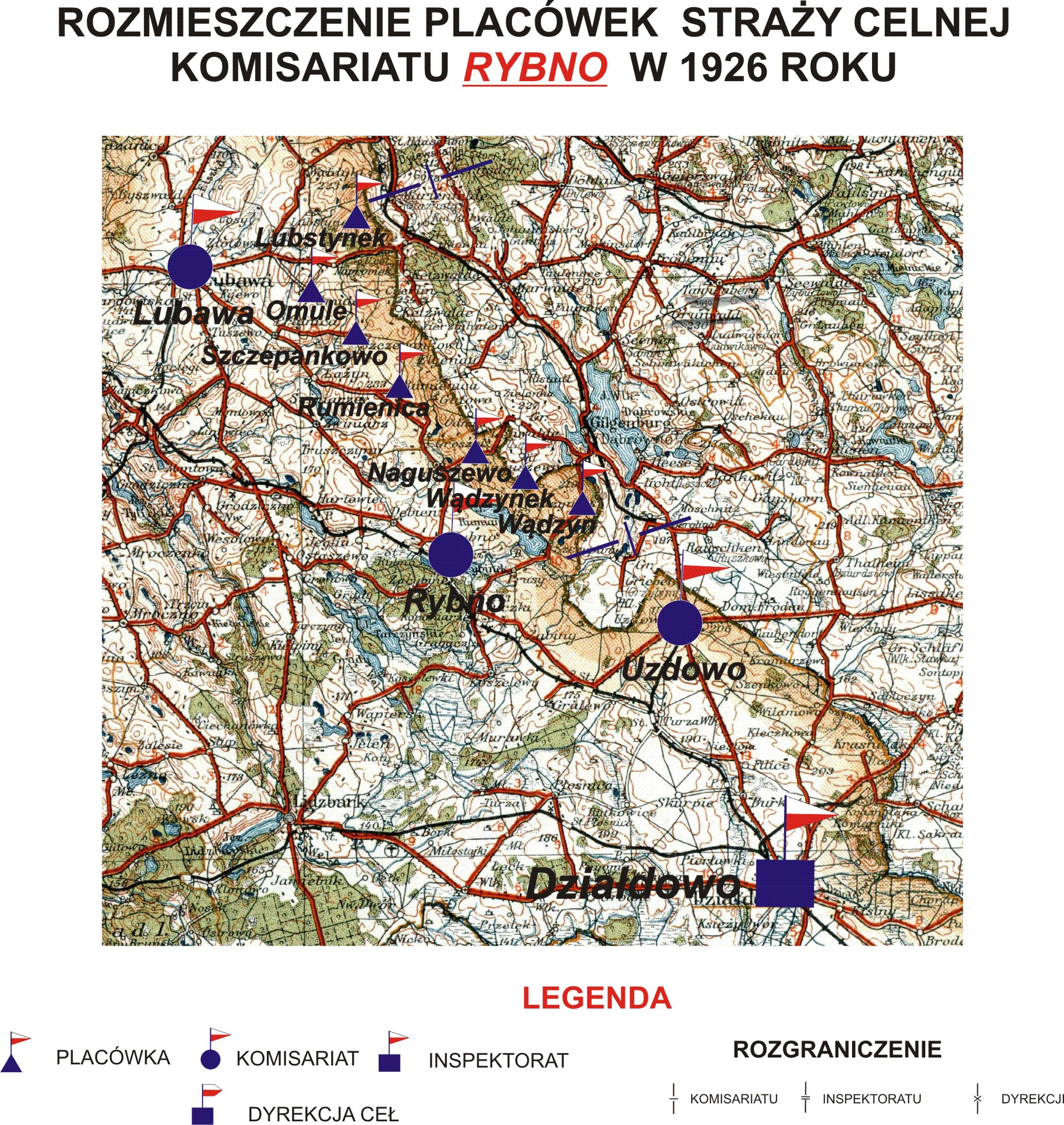
Rozmieszczenie placówek SC komisariatu "Rybno" w 1926 r.

Placówka Straży Celnej „Rumienica” – jednostka organizacyjna Straży Celnej pełniąca w okresie międzywojennym służbę ochronną na granicy polsko-niemieckiej.

## Formowanie i zmiany organizacyjne
Na wniosek Ministerstwa Skarbu, uchwałą z 10 marca 1920 roku, powołano do życia Straż Celną. Jednostki Straży Celnej rozpoczęły przejmowanie odcinków granicy od pododdziałów Batalionów Celnych. W 1921 roku w Rybnie stacjonował sztab 4 kompanii 13 batalionu celnego. Kompania wystawiała między innymi placówkę w Rumienicy. Proces tworzenia Straży Celnej trwał do końca 1922 roku. Placówka Straży Celnej „Rumienica” weszła w podporządkowanie komisariatu Straży Celnej „Rybno” z Inspektoratu SC „Działdowo”.
W drugiej połowie 1927 roku przystąpiono do gruntownej reorganizacji Straży Celnej. W praktyce skutkowało to rozwiązaniem tej formacji granicznej. Ochronę północnej, zachodniej i południowej granicy państwa przejęła powołana z dniem 2 kwietnia 1928 roku Straż Graniczna.
Rozkaz nr 9 z 18 października 1929 roku w sprawie reorganizacji Mazowieckiego Inspektoratu Okręgowego komendant Straży Granicznej płk. Jan Jur-Gorzechowski powołał komisariat Straży Granicznej „Rybno”,  a w nim placówkę Straży Granicznej I linii „Rumienica”. 

## Służba graniczna
Sąsiednie placówki
- placówka Straży Celnej „Naguszewo” ⇔ placówka Straży Celnej „Szczepankowo” − 1926[9]

## Funkcjonariusze placówki
Kierownicy placówki
| stopień    | imię i nazwisko, numer   | okres pełnienia służby | kolejne stanowisko |
| ---------- | ------------------------ | ---------------------- | ------------------ |
| przodownik | Andrzej Jankowiak (2518) | był w 1926             |                    |

Obsada personalna placówki w 1926:
- przodownik Andrzej Jankowiak (2518)
- starszy strażnik Wincenty Zieliński (2807)
- strażnik Jan Suchocki (2208)
- strażnik Roman Vogel (2768)
- strażnik Stanisław Malczewski (2558)
- strażnik Teofil Budzyński (2887)